# Wise (企業)
Wise（ワイズ、旧称トランスファーワイズ (TransferWise)）は、2011年1月にクリスト・カーマン (Kristo Käärmann) とターヴェット・ヒンリクス (Taavet Hinrikus) が創業したP2P送金サービスを提供する企業である。サービスそのものもWiseと呼ぶ。
ロンドンが本拠地で、ニューヨーク、シドニー、シンガポール、エストニアなど8箇所に事務所を構える。伝統的な国際送金とは異なり、利用者のマッチングを図ることで少額のコミッションによる送金を可能にしている。両替はインターバンクレートで行われ、為替手数料は発生しない。2018年には純利益が800万ドルに達し 400万人を超える顧客が一月当たり約40億ドルの送金をしている。
750以上の送金ルートに対応をしており、マルチカレンシー口座サービスも提供している。

## 歴史
トランスファーワイズ創業の背景には、共同創業者であるターヴェット・ヒンリクスとクリスト・カーマンの原体験がある。ターヴェットは、エストニアの預金を定期的にイギリスへ送金する必要に迫られていたが、高い海外送金手数料に疑問を抱いていた。一方クリストは、イギリスの預金をエストニアへ送金する際に、同様の不満を持っていた。2人は話し合った結果、TransferWiseの基本モデル、お互いの支払いを肩代わりすることで、送金手数料を省けることに気付いた。
2012年2月に、イギリスの金融当局による最終認可が下り、サービス開始初年度の送金額合計は1,000万ユーロにのぼった。2017年には創業6年にして営業利益が黒字となり、1ヶ月当たりの送金額は10億ポンドに達した。2019年には2億9200万米ドルのセカンダリー投資を行い、企業価値は35億米ドルと算出された。これは、2億8千万米ドルを調達した、2017年後半のシリーズEラウンド時評価額の2倍以上であった。
2021年2月22日、TransferWiseは社名をWiseに変更した。2021年7月7日にロンドン証券取引所に直接上場し、時価総額は79億ポンド（約1兆2100億円）となった。

## 仕組み

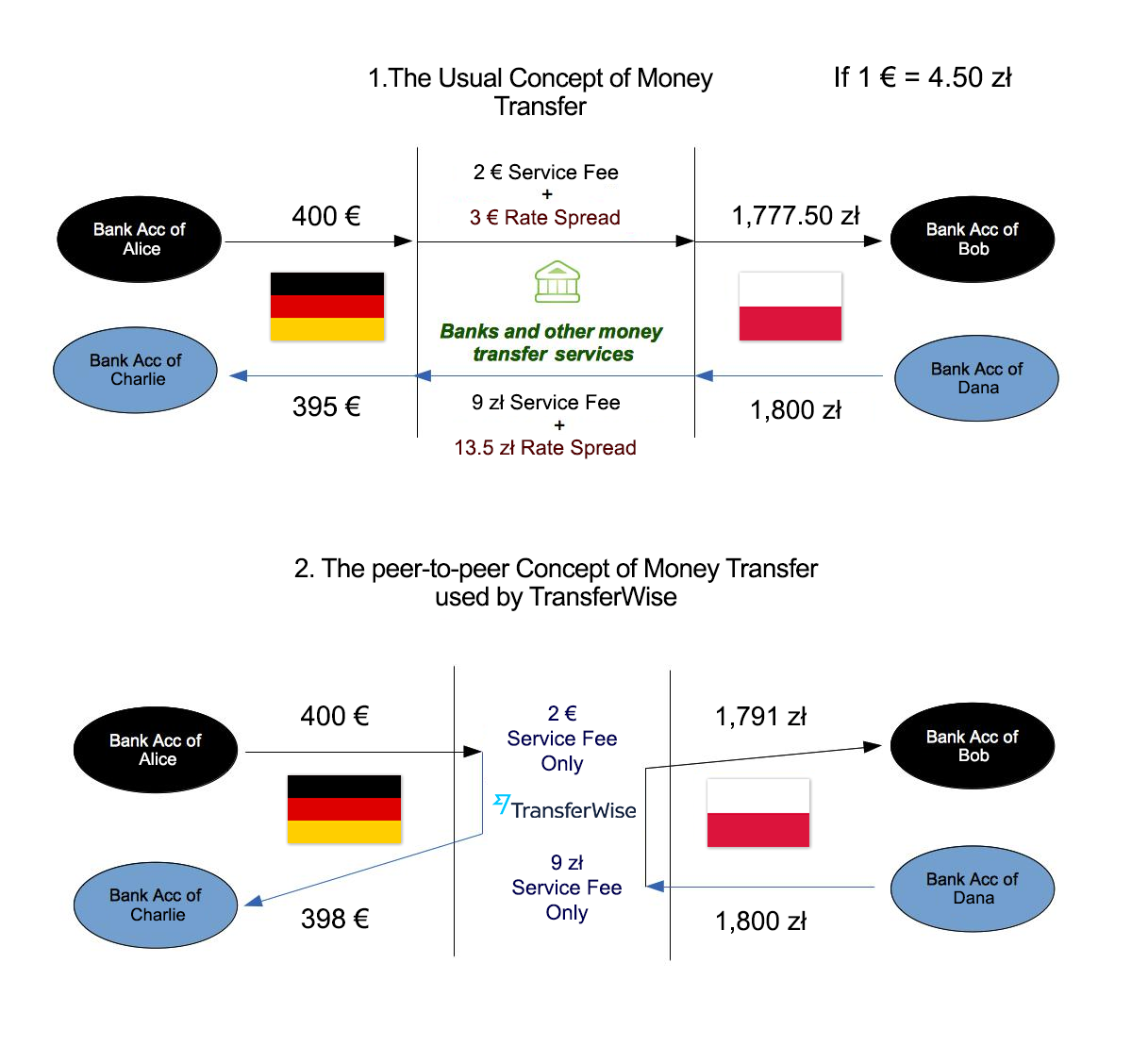
従来の国際送金との比較

通常の送金と同様に、送金先と金額と通貨を指定し、実行すれば振込が完了する。初回送金時に、指定された身分証明書のアップロードによる本人確認を求められる。
従来の国際送金との違いは、送金人から受取人へ直接送金する（SWIFT送金）代わりに、双方向の送金ニーズをマッチングさせ、受取人の口座が存在する国家間で、送金を完結させる点である。
手数料は、2012年には1ユーロ、2015年には2ユーロ、2ポンド、3ドル（通貨により異なる）または送金額の0.5%のどちらか大きい方に値上げした。2018年には、固定手数料と送金額に対する割合手数料の合計が手数料となった。従来の銀行による国際送金に比べ、手数料が大幅に抑えられている。
類似例としてハワラがある。

日本では資金移動業者として、財務省関東財務局に免許登録を完了し、2016年9月に正式サービスを開始し、2018年には法人送金サービスを開始した。

## マルチカレンシー口座（ボーダレス口座）
2017年5月にヨーロッパ地域でボーダレス口座という名称でサービスを開始。銀行口座に送金する代わりに、Wiseのアカウント上で両替をし、残高を保管する仕組み。50以上の通貨のウォレットを追加することが出来、好きなタイミングで入金や両替をすることが出来る。送金同様、両替手数料が発生するが、インターバンクレートでの両替が可能。
フリーランスや事業で海外からの支払いがある場合、現地通貨のまま受け取ることが可能なサービスもある。2020年6月現在、米ドル、ユーロ、英ポンド、豪ドル、ニュージーランドドル、ポーランドズロチのみ。
2018年1月には、マルチカレンシー口座に紐づくデビットカードの発行を開始。2020年6月現在、ヨーロッパ地域、米国、オーストラリア、ニュージーランド、シンガポール居住者にデビットカードが発行されている。
口座への入金時、送金受取時、デビットカード注文時などに本人確認を求められる場合がある。